# Hans Hilfiker
Hans Hilfiker (Zurigo, 15 settembre 1901 – Gordevio, 2 marzo 1993) è stato un ingegnere e designer svizzero, noto principalmente per aver disegnato l'orologio delle Ferrovie svizzere.

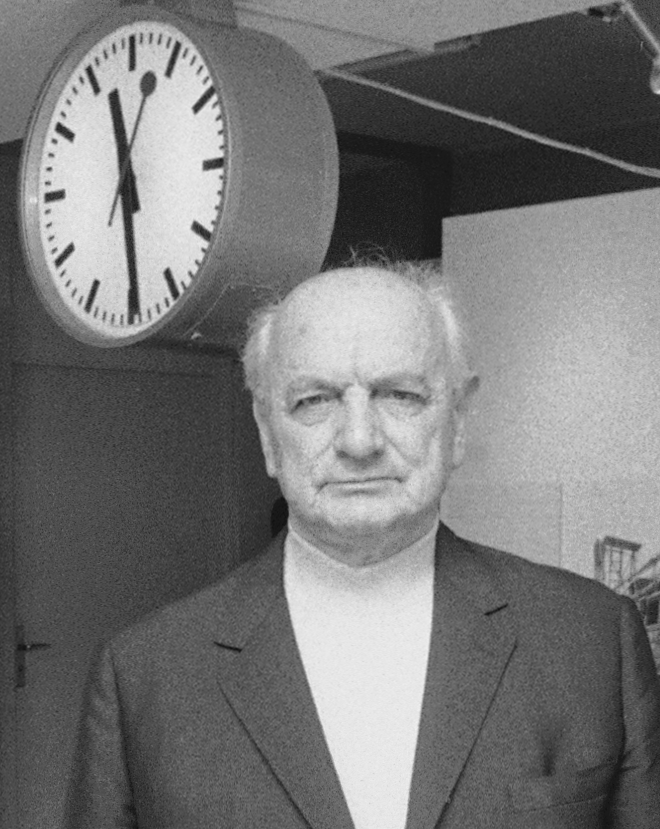
Hans Hilfiker (1984)

Sviluppò l'orologio nel 1944 e più tardi lo corredò della caratteristica lancetta dei secondi che ricorda una paletta rossa. Meno noto è invece il suo lavoro all'elaborazione delle misure svizzere standard dei mobili da cucina, durante il suo periodo alla Therma AG, negli anni sessanta.
Hilfiker entrò nel mondo del design all'età di circa quarant'anni e trasse il suo stile e la sua filosofia autonomamente dall'arte. È considerato uno dei pionieri del design industriale svizzero.

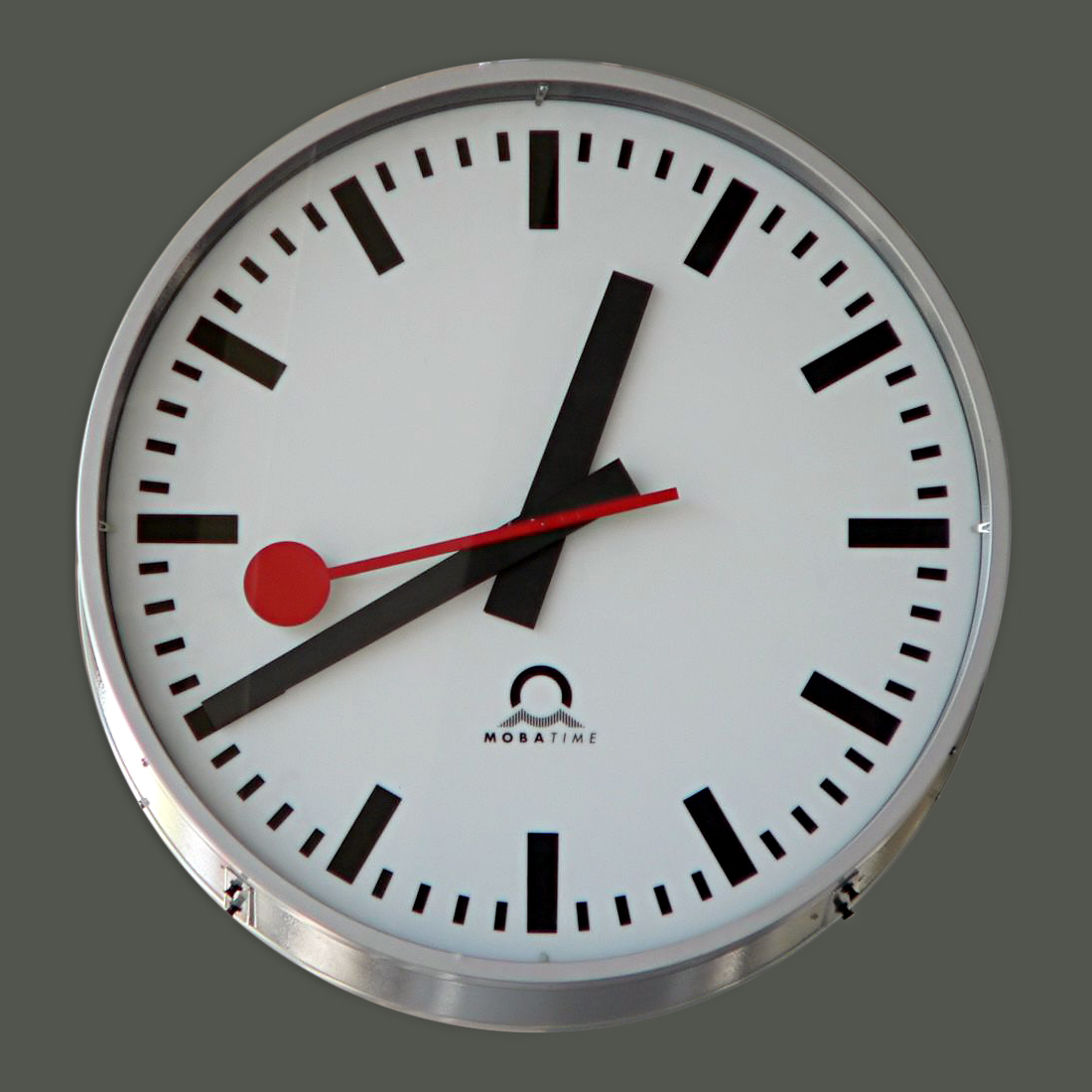
L'orologio delle ferrovie svizzere.